# Best Kind of Mess
Best Kind of Mess es el álbum debut de la banda de rock estadounidense Get Scared, lanzado en Estados Unidos el 12 de julio de 2011 a través de Universal Motown Records. El álbum fue precedido por los sencillos "Fail", "Sarcasm" y "Whore". El álbum es un estilo diferente de los lanzamientos anteriores de la banda, que tenía más y un sonido más sucio. Este es el único álbum de la banda lanzado en Universal Motown.

## Descripción General
El álbum es un estilo diferente de los lanzamientos anteriores de la banda, que tenían más screaming y un sonido más sucio. Dos canciones del EP homónimo de la banda (Voodoo y Sarcasm) fueron incluidas en el álbum. Best Kind of Mess fue lanzado el 12 de julio de 2011. Para promocionar el álbum, la banda encabezó la gira Fuck You All. Dr. Acula y Girl on Fire viajaron junto a la banda.

## Listado de Canciones
| N.º | Título                                                                  | Duración |  |
| 1.  | «Scream»                                                                | 3:39     |  |
| 2.  | «Fail»                                                                  | 2:50     |  |
| 3.  | «Mess»                                                                  | 4:03     |  |
| 4.  | «Sarcasm» (con Craig Mabbitt, regrabado del Cheap Tricks and Theatrics) | 3:18     |  |
| 5.  | «Whore»                                                                 | 2:56     |  |
| 6.  | «Hurt»                                                                  | 4:00     |  |
| 7.  | «Voodoo» (regrabado del Cheap Tricks and Theatrics)                     | 2:56     |  |
| 8.  | «Wrong»                                                                 | 3:34     |  |
| 9.  | «Moving»                                                                | 3:36     |  |
| 10. | «Parade»                                                                | 3:40     |  |
| 11. | «Hate»                                                                  | 3:45     |  |
| 12. | «Drown»                                                                 | 3:58     |  |

## Personal
Créditos de Best Kind of Mess adaptado de Allmusic.

### Músicos
| Get Scared - Nicholas Matthews - voz - Johnny B - guitarra líder, coros - Bradley Lloyd - guitarra rítmica, bajo, coros - Dan Juarez - batería, percusión Músicos adicionales - Craig Mabbitt- voz invitada en "Sarcasm" - John Feldmann - coros, percusión, arreglo de cuerdas Producción - Aaron Accetta - producción, compositor - Fred Archambault - audio - John Feldmann - producción, producción adicional , compositor, mezcla, programación - Seth Foster - masterización - Joe Gastwirt - masterización - Shep Goodman - producción, compositor - Kevin Griffin - compositor - Jon Nicholson - técnico de batería - Brandon Paddock - técnico - Mikhail Pivovarov - ingeniero asistente - Steve Poon - técnico de guitarra - Erik Ron - segundo ingeniero - Brian Sperber - tercer ingeniero |

## Posiciones del gráfico
| Chart (2011)       | Posición |
| ------------------ | -------- |
| US Top Heatseekers | 21       |

## Historial de lanzamientos
| Región         | Fecha               | Sello                | Formato    | Ref    |
| -------------- | ------------------- | -------------------- | ---------- | ------ |
| Estados Unidos | 12 de julio de 2011 | CD, Descarga digital | B001133102 | [ 10 ] |